# Galerie nationale de l'Ombrie
La galerie nationale de l'Ombrie (en italien, Galleria Nazionale dell'Umbria) est le musée principal de l'Ombrie situé à Pérouse dans le Palazzo dei Priori. Ses collections comprennent des peintures, sculptures et objets d'art du XIIIe au XIXe siècle appartenant principalement à l'école ombrienne, avec des tableaux du Pérugin, du Pinturicchio et de Benedetto Bonfigli, mais aussi des œuvres de Fra Angelico et Piero della Francesca.

## Histoire
Les origines de la collection remontent aux œuvres conservées, notamment à titre éducatif, par l'Accademia del Disegno, fondée en 1573 par le peintre Orazio Alfani et l'architecte Raffaello Sozi et qui a animé la vie artistique et culturelle de Pérouse jusqu'au 19e siècle. Elles ont été complétées par des donations privées et des lois de suppression d'ordres religieux et de corporations prises par le gouvernement napoléonien puis l'État italien.
En 1863, la collection donne lieu à la création d'une Pinacoteca Civica qui prend le nom du plus célèbre peintre local Pietro Vannucci (Le Pérugin), établie dans l'église de Montemorcino Nuovo. Le manque de place conduit au transfert vers l'étage supérieur du Palazzo dei Priori. L'ouverture officielle a lieu en 1917, avant la cession du musée à l'État l'année suivante. Le musée prend alors le nom de Regia Galleria Vannucci, plus tard Galleria Nazionale dell'Umbria.
Le musée a rouvert en 1994 après des travaux de modernisation et a été agrandi par la suite pour compter en 2002 vingt-et-une salles au troisième étage, dont deux grandes sections consacrées aux tissus et aux bijoux, et finalement dix-neuf salles au deuxième étage du Palazzo dei Priori.

## Disposition du musée
Aujourd'hui le troisième étage comporte les salles 1 à 21, le deuxième comprenant les salles 22 à 40. Le parcours est dans l'ensemble chronologique avec des sections monographiques. La Sala Podiani et la Sala Conferenze sont utilisées pour des expositions, des conventions ou des actions d'éducation..

## Œuvres principales des collections

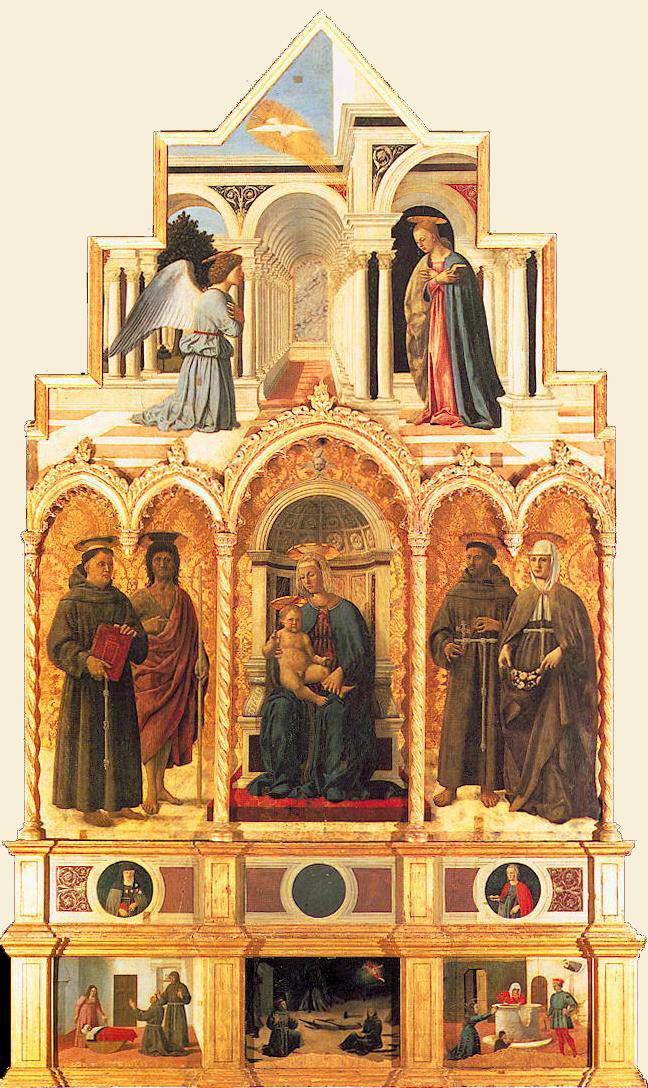
Le polyptyque Sant'Antonio de Piero della Francesca.

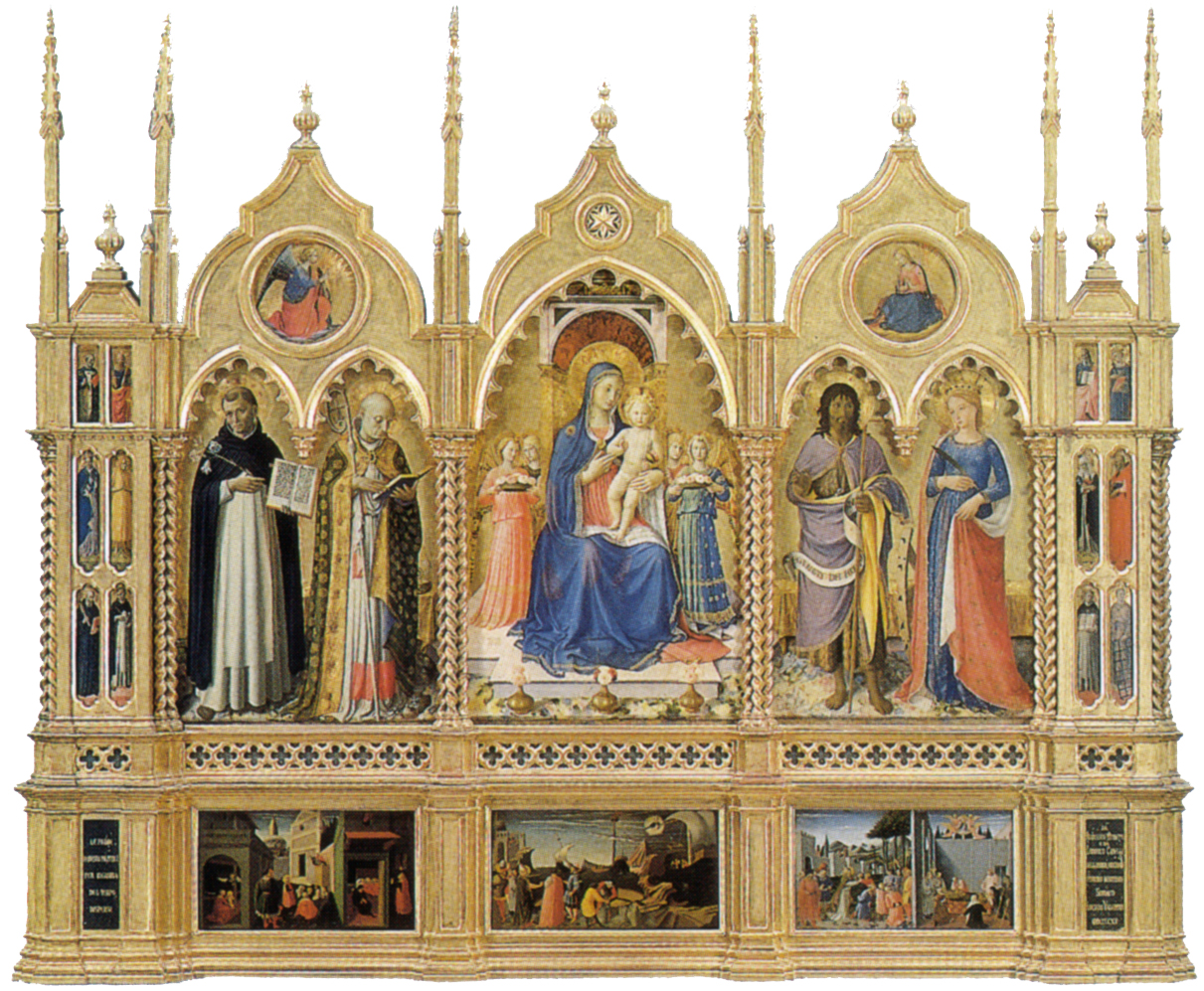
Le retable polyptyque Guidalotti de Fra Angelico.

Les emplacements dans les salles respectives sont consultables sur le site officiel.

### Par période
Les Duecento et Trecento
- tableaux et croix de peintres anonymes tels que le Maître de San Francesco, également actif à Assise, et autres artistes de la région de Pérouse
- fragments provenant de la Fontana Maggiore de Nicola et Giovanni Pisano (1277-1278)
- une Femme assoiffée sculptée pour une fontaine aujourd'hui disparue par Arnolfo di Cambio (entre 1278 et 1281)

Le gothique international
- La Vierge à l'Enfant et six Anges (Duccio)
- une Vierge avec l'Enfant et des anges de Gentile da Fabriano
- des œuvres de Ottaviano Nelli, Bicci di Lorenzo, Pellegrino di Giovanni (it)

La première Renaissance
- Le Quattrocento en Ombrie et dans les Marches, avec des tableaux de Taddeo di Bartolo, Andrea di Bartolo di Fredi, Domenico di Bartolo, Mariotto di Nardo

Le Trésor et les arts mineurs
- Calice et patène du pape Benoît XI.
- Orfèvrerie du XIVe siècle attribuée à un suiviste de Guccio di Mannaia.

La chapelle des prieurs
- La presa di Perugia da parte di Totila, fresques de Benedetto Bonfigli, qui rapporte le martyre de l'évêque de Pérouse Sant'Ercolano à la suite de l'attaque du Goth Totila.

La Haute Renaissance

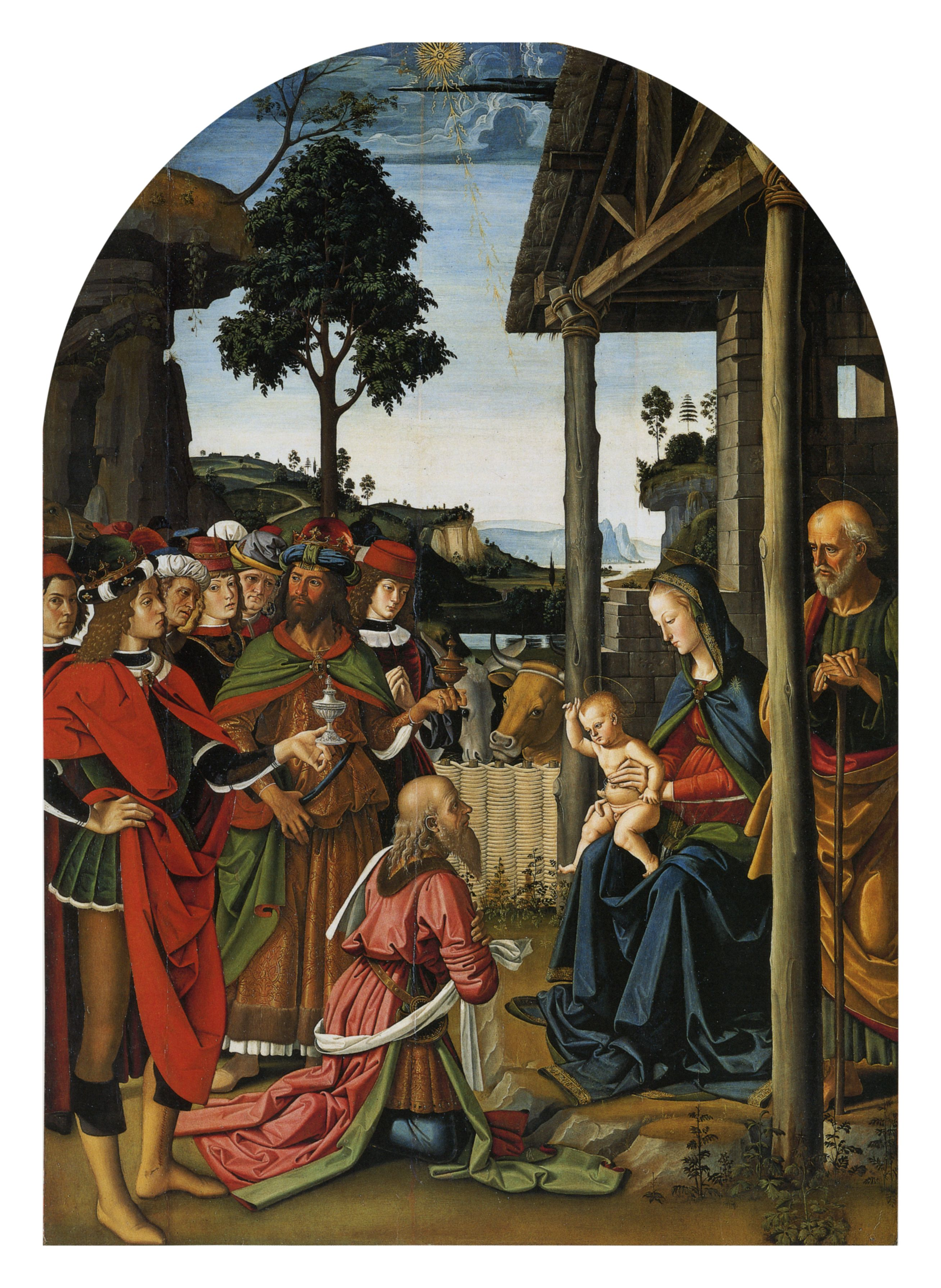
L'Adoration des mages du Pérugin (avec son autoportrait).

- Polyptyque de Sant'Antonio de Piero della Francesca, surtout connu pour l'Annonciation qui le domine
- Polyptyque Guidalotti ou Polyptyque San Domenico (1448), de Fra Angelico
- Pala della Sapienza Nuova (Vierge à l'Enfant avec les saints Jean-baptiste, Pierre, Jérôme et Paul) (1456), de Benozzo Gozzoli
- Flagellazione di Cristo, (1477-1480), bronze de Francesco di Giorgio Martini.
- La Deposizione Baglioni, copie de Raphaël, par le Cavalier d'Arpin.
- Le Gonfalon de saint Bernardin (1465) et l'Annonciation avec saint Luc de Benedetto Bonfigli.
- Les Miracles de saint Bernardin de plusieurs peintres dont Pinturicchio et le Pérugin.

Le Pérugin
- Pala di Santa Maria dei Servi (Adoration des mages), 1470-173 ou 1476 (comprenant son autoportrait)
- Madonna della confraternita della Consolazione (1496-1498 env.),
- Madonna della Cucina (1515 env.)
- San Giovanni Battista tra i santi Francesco, Gerolamo, Sebastiano e Antonio di Padova (1500-1510 env.),
- San Girolamo penitente (après 1512),
- Adorazione dei pastori (1502 env.),
- Pala opistografa di Monteripido (1502-1504 env.),
- Polittico di Sant'Agostino (1502-1523 env.),
- Cimasa della pala dei Decemviri (1495-1496 env.),
- Pala Tezi (1496-98 env.),
- Gonfalone della Giustizia (1496).

Pinturicchio
- Gonfalone di Sant'Agostino (1499),
- Pala di Santa Maria dei Fossi (1495-1496 ca.).

La Renaissance tardive
- Federico Barocci

Le XVIIe siècle
- Valentin de Boulogne
- Pierre de Cortone
- Ciro Ferri
- Orazio Gentileschi
- Andrea Sacchi
- Agostino Tassi